# Muretia lutea
Muretia lutea är en flockblommig växtart som först beskrevs av Friedrich August Marschall von Bieberstein, och fick sitt nu gällande namn av Pierre Edmond Boissier. Muretia lutea ingår i släktet Muretia och familjen flockblommiga växter. Inga underarter finns listade i Catalogue of Life.